# Ulta Beauty
Ulta Beauty Inc. (tên gọi cũ là Ulta Salon, Cosmetics & Fragrances Inc. đến tháng 1 năm 2017) là hệ thống cửa hàng bán lẻ mỹ phẩm ở Mỹ, có trụ sở chính ở Bolingbrook, Illinois. Ulta Beauty bán lẻ mỹ phẩm và sản phẩm chăm sóc da, nước hoa nam và nữ và sản phẩm chăm sóc tóc. Mỗi cửa hàng còn có một tiệm salon.

## Lịch sử ra đời
Ulta Salon, Cosmetics và Fragrance được sáng lập bởi Richard E. George, từng giữ vị trí chức chủ tịch của hãng dược Osco Inc. George rời ghế chủ tịch ở Osco vào năm 1989 quyết định lập công ty riêng của mình sau này tên là Ulta. Kế hoạch ban đầu của ông là tạo ra chuỗi cửa hàng bán lẻ các sản phẩm cao cấp và bình dân. Các thành viên từ Osco sau đó cũng tham gia với Richard George và Terry Hanson góp vốn được 11.5 triệu đôla Mỹ và chính thức thành lập Ulta vào năm 1990. Tháng 9/1996, Hanson thuê Charles "Rick" Weber, từng làm ở Osco phụ trách vị trí CEO. Những năm sau đó, Terry Hanson là chủ tịch của công ty. Tháng 12/1999, Lyn Kirby từng làm ở Sears Circle of Beauty giữ vị trí chủ tịch và CEO, còn Weber giữ vị trí phó chủ tịch, COO và CFO. Cả hai điều hành hoạt động của Ulta cho tới tháng 9/2006, Weber rời công ty sau khi được nhà sáng lập của Staples mời giữ vị trí chủ tịch và CEO của hãng Rec Room Furniture and Games. Ngày 25/10/2007, cổ phiếu của Ulta được lên sàn chứng khoán của NASDAQ. Năm 2008, công ty mở một trung tâm điều phối sản phẩn thứ hai ở Phoenix, Arizona. Ngày 26/4/2010, Ulta thông báo Carl "Chuck" Rubin sẽ giữ vị trí CEO, chủ tịch và thành viên của hội đồng quản trị có hiệu lực từ ngày 10/5/2010. Theo thống kê thu nhập, Rubin nhận lương hơn 11.1 triệu đôla Mỹ trong năm 2010, được xem là một trong 20 CEO được trả lương cao nhất ở Chicago.
Ngày 24/6/2013, Mary Dillon bắt đầu giữ vị trí CEO và thành viên thuộc hội đồng quản trị từ ngày 1/7/2013. Trước đó, Dillon từng giữ vị trí quan trọng ở U.S. Cellar, McDonald's và PepsiCo.
Tháng 2/2017, công ty đạt doanh thu 269 triệu đôla Mỹ và bán hơn 20,000 sản phẩm bao gồm trang điểm, nước hoa, chăm sóc móng tay, dưỡng da và chăm sóc tóc.
Hơn thế, Ulta Beauty còn được thiế kế giúp cho phụ nữ mua sắm ở Ulta thoải mái hơn thay vì trang bị các nhân viên đưa các mẫu thử. Năm 1994, Ulta dừng buôn bán các sản phẩm nhà thuốc như kem đánh răng và vitamins và chú trọng hoạt động vào các sản phẩm làm đẹp. Năm 1999, Ulta Beauty đổi tên mới từ tên cũ Ulta3.

## Hoạt động kinh doanh
Năm 2013, Ulta đã mở 125 cửa hàng ở Mỹ, nâng tổng số lên 675 cửa hàng. Ulta cũng thông báo kế hoạch khai trương hơn 100 địa điểm trước cuối năm 2014. Ngày 28/1/2017, Ulta mở 974 cửa hàng ở 48 bang nước Mỹ và quận Columbia. Đa số các cửa hàng Ulta tọa lạc ở vùng bờ Đông nước Mỹ, mặc dù California cũng có một lượng lớn các cửa hàng thuộc Ulta. Ulta nói rằng họ muốn bành trướng hơn 1000 cửa hàng chỉ tính riêng ở Mỹ vào năm 2017.
Ulta Beauty bày bán các sản phẩm cao cấp và bình dân từ trang điểm, dưỡng da, nước hoa và dòng sản phẩm riêng của họ bao gồm trang điểm, sản phẩm tắm gội, dưỡng da, sơn móng tay và nước hoa. Tháng 5/2017, hãng mỹ phẩm MAC được bày bán online và hệ thống bán offline được bắt đầu vào tháng 6/2017.
Mỗi cửa hàng Ulta đều có một salon hoạt động. Hệ thống salon rộng 950 ft vuông với 8 tới 10 mục cửa hàng nhỏ. Salon có nơi gửi đồ, phòng trị liệu da và nơi nhuộm và gội riêng. Nó cũng bao gồm các dịch vụ như cắt tóc và nhuộm tóc từ các nhà làm tóc được đào tạo bởi Redken, trị liệu da từ các nhà trị liệu được đào tạo từ Dermalogica, cũng như làm móng từ các nghệ nhân làm móng của OPI. Họ cũng có quầy Benefit Brow Bar bao gồm dịch vụ định hình lông mày, nhuộm lông mày, waxing lông mặt và nối mi.
Doanh số của Ulta Beauty đạt 713.8 triệu đôla Mỹ chỉ trong quý đầu tiên kết thúc vào tháng 5/2014. Quý tiếp theo kết thúc vào tháng 8/2014, Ulta thông báo tổng doanh số tăng hơn 22.2% và các cửa hàng riêng lẻ là hơn 9.6%. Wall Street dự đoán tổng doanh thu của Ulta sẽ đạt vào khoảng 3.19 tỷ đôla vào tháng 2/2015, gấp 3 doanh số của năm 2009.

## Hoạt động thiện nguyện
Từ năm 2008, hoạt động thiện nguyện chủ yếu của Ulta là cho tổ chức nghiên cứu chữa trị bệnh ung thư vú. Ulta Beauty cũng đưa ra các hoạt động như chiến dịch thường niên Donate with a Kiss, để gây quỹ cho tổ chức trong suốt tháng 10, hay Charity Gold Outing của Ulta và Cut-A-Thon, là hoạt động mà khách hàng sẽ quyên góp 10 đôla để đổi lấy dịch vụ cắt tóc. Năm 2012, Ulta Beauty quyên góp hơn 2 triệu đôla cho tổ chức nghiên cứu ung thư vú. Năm 2014, Ulta Beauty hợp tác với Ellen DeGeneres trong suốt tháng nâng cao nhận thức về ung thư vũ trong suốt tháng 10 và quyên góp hơn 2 triệu đôla cho tổ chức.